# Jean Antoine Merle-Massoneau
Jean Antoine Merle-Massoneau est un homme politique français né le 11 avril 1778 à Aiguillon (Lot-et-Garonne) et décédé le 12 septembre 1856 à Aiguillon.

## Biographie
Propriétaire, conseiller général, il est député de Lot-et-Garonne de 1830 à 1837, siégeant dans la majorité conservatrice soutenant la Monarchie de Juillet.

## Sources
- « Jean Antoine Merle-Massoneau », dans Adolphe Robert et Gaston Cougny, Dictionnaire des parlementaires français, Edgar Bourloton, 1889-1891 [détail de l’édition]